# Jean-Christophe Beaulieu
(en) Statistiques sur statscrew
Jean-Christophe Beaulieu (né le 6 mai 1990 à Trois-Rivières, Québec) est un joueur canadien de football canadien évoluant pour le Rouge et Noir d'Ottawa de la Ligue canadienne de football.

## Carrière
Jean-Christophe Beaulieu a joué au football universitaire pour l'Université de Sherbrooke. Il est repêché par les Alouettes de Montréal en 2014 et fait ses débuts en LCF la même année. Après quatre saisons à Montréal, il est échangé au Rouge et Noir d'Ottawa en janvier 2018 en retour de Patrick Lavoie
En juin 2015, il marque son premier touché en carrière contre le Rouge et Noir d'Ottawa.